# مایکل تی. استریانیس
مایکل تی. استریانیس (انگلیسی: Michael T. Strianese) (زاده ۱۹۵۶) کارآفرین، بازرگان و مدیر ارشد اجرایی آمریکایی است، که در حال حاضر به‌عنوان مدیر عامل اجرایی و رییس هیئت مدیره شرکت ال-۳ کامیونیکیشنز فعالیت می‌کند.